# Nils Lund
Nils Lund (Aremark, 28 maart 1861 – Christiania, 18 juni 1915) was een Noors klarinettist.
Hij huwde met Claudine Dahl (1860-1926). Zij kregen drie kinderen, van wie de oudste Sverre Alexander Lund (1886- 1954) later Eerste luitenant zou worden en vader was van chemicus Einar Wang Lund. Nils Lund was klarinettist in het Noorse legerkorps, waar hij het tot de rang sergeant bracht.
Een optreden:
- 25 februari 1893: Oslo, concertzaal Brødrene Hals; Kwintet voor blazers en piano opus 55 in F majeur van Anton Rubinstein met Axel Andersen (fluit), Albert Riefling (fagot), Christian Olsen (hoorn) en Agathe Backer-Grøndahl (piano).